# Josef Weiss (politik)
Josef Weiss, též Josef Weiß (25. července 1862 Roithen – 13. prosince 1934 Puchberg bei Wels), byl rakouský křesťansko sociální politik, na počátku 20. století poslanec Říšské rady, v poválečném období poslanec rakouské Národní rady.

## Biografie
Vychodil národní školu. Působil jako majitel hospodářství a hostinský. Angažoval se v Křesťansko sociální straně Rakouska. Byl poslancem Hornorakouského zemského sněmu. Zastával též funkci předsedy okresního zemědělského spolku ve Welsu a prezidenta zemědělského svazu Horních Rakous.
Na počátku 20. století se zapojil i do celostátní politiky. Ve volbách do Říšské rady roku 1907, konaných poprvé podle všeobecného a rovného volebního práva, získal mandát v Říšské radě (celostátní zákonodárný sbor) za obvod Horní Rakousy 22. Usedl do poslanecké frakce Křesťansko-sociální sjednocení. Mandát obhájil za týž obvod i ve volbách do Říšské rady roku 1911. Usedl do klubu Křesťansko-sociální klub německých poslanců. Ve vídeňském parlamentu setrval až do zániku monarchie. K roku 1911 se profesně uvádí jako hostinský a hospodář.
V letech 1918–1919 zasedal jako poslanec Provizorního národního shromáždění Německého Rakouska (Provisorische Nationalversammlung), pak od 4. března 1919 do 9. listopadu 1920 jako poslanec Ústavodárného národního shromáždění Rakouska a od 10. listopadu 1920 do 20. listopadu 1923 byl poslancem rakouské Národní rady.